# エンデューロレーサー
『エンデューロレーサー』（ENDURO RACER）は、セガ・エンタープライゼスより1986年より発売、アミューズメント（ゲーム）センターにて稼働を開始したアーケード用レースゲーム。同社の「体感ゲーム」シリーズ第3弾であり、「体感バイクゲーム ハング・オン 第2弾」としてリリースされた。

## 概要
現実のエンデューロレース（オフロードバイクの長距離レース）をモチーフとしている。アーケード版は本ゲームの前年にリリースされた体感ゲーム第2弾『ハングオン』等と同じく全5ステージで、面構成は平原/岩場/湿地帯/砂漠/海岸から成る。
ターマック（舗装路面）レースが題材である『ハングオン』とは異なり、ダートがメインである。ジャンプスポットがコース中各所に設置されており、ジャンプスポット越えでタイミングよくウィリーすればより高く、遠くへ速度を落とさずジャンプ、走破できる。

### テクニック

#### ウイリーとジャンプスポット
ジャンプスポットをウィリーで飛ぶと画面上へライダーが高く跳ね上がる。ジャンプスポットは奥が岩場である事が多いが、岩場がない個所もある。
これに失敗すると、通常よりも速度を落として岩を処理しなければならない。そのため、充分な速度を保ってタイミングよくウィリーするのがセオリーである。
通常、ジャンプ後の岩場直後にコーナーがある個所でジャンプスポットのコーナーアウト側で飛んだ場合、路肩の障害物（樹木、看板）に孕む箇所が多い。ジャンプ時にバイクが横方向へ傾いていた場合でも角度が悪いと同様の軌道へのってしまう。

#### カウンターステアとカウンタージャンプ
そこでテクニックとしてテールスライドを止めるカウンターステアや、 空中で車体をフリップし方向転換するカウンタージャンプなどのテクニックが存在する。難易度的にこの辺りの攻略解釈で当時のプレイヤー評価が分れていたようである。
ジャンプ着地時の姿勢制御で着地が悪いと脚をばたつかせる様子が見られる。また、アザーカーにはバイクだけではなく車等も含まれるため、ラリーレイド的な演出、ジャンプ無減速着地方法など、現実のエンデューロバイクでのダート攻略などの細かいポイントを反映した作りとなっている。
なお、例えばステージ3では、ある程度の速度域以下であると沼へ沈んで行ってしまうため、コースアウトを避けるための大小ジャンプの使い分けを多用する事になる。ただし、厳密的にジャンプ処理と障害物処理さえ上手くいっていれば、ジャンプ含めた着地での減速（20～50km/h程）を強いられてもオールクリアは可能である。

### サウンド
サウンド担当は『スペースハリアー』と同じく川口博史。チェックポイント通過時のSEと音声がアウトランへ流用されている。メインテーマ一曲がバージョン違いで4分37秒～43秒程あり、オールクリアすればBGM一曲分を聞き終えられる。

### アーケード版ハードウェア
筐体はウィリータイプとシットダウンタイプの2種類がリリースされた。

#### ウィリータイプ
アップライト筐体にトレイルバイクのハンドル、シート、ステップがついたようなもの。『スペースハリアー』シットダウンタイプ筐体に近く、オフロードバイクの上半分のボディを載せ後ろに可倒するハードウェアとなっている。そのため、シートに座ると頭の位置が若干高めとなり、モニター角度がシットダウンタイプや他のアップライト筐体よりも上向きに寝たレイアウトとなっている。

#### シットダウンタイプ
シート自体は筐体へ固定されている。オフロードバイクのものをモチーフにしたシートのデザインとなっており、ハンドルを引くことが出来る。

#### サウンド
『スペースハリアー』と『アウトラン』の間にリリースした事もあり、搭載された音源ボードにはYM2151と2141を搭載したOPM版と、YM2203と2201を搭載したOPN版の2つのバージョンがある。YM2203は同時発声数が6和音と少なく、FM3音+PSG3音+PCMの構成となる。
そのため、製造ロットによって『アフターバーナー』のオーケストラヒッツの有無のようなBGMの音色の差分があり、アレンジナイズでも違っている。

## 移植版
| No. | タイトル                        | 発売日                                     | 対応機種                                                     | 開発元               | 発売元           | メディア                                        | 型式                                    | 備考                                          |
| --- | ------------------------------- | ------------------------------------------ | ------------------------------------------------------------ | -------------------- | ---------------- | ----------------------------------------------- | --------------------------------------- | --------------------------------------------- |
| 1   | Enduro Racer                    | 1987                                       | Atari ST Amstrad CPC コモドール64 ZX Spectrum                | Software Studios     | アクティビジョン | カセットテープ フロッピーディスク               | -                                       | アーケード版の移植                            |
| 2   | Enduro Racer                    | 1987                                       | Thomson MO5                                                  | -                    | FIL              | カセットテープ                                  | -                                       | アーケード版の移植                            |
| 3   | エンデューロレーサー            | 1987年5月18日 1987年8月1日 1987            | セガ・マークIII                                              | セガ                 | セガ             | 2メガビットロムカセット 1メガビットロムカセット | Ｇ-1322 5077 MK-5077-50                 |                                               |
| 4   | エンデューロレーサー            | 2008年10月21日 2008年12月15日 2009年1月9日 | Wii                                                          | セガ                 | セガ             | ダウンロード (バーチャルコンソール)             | LAIJ LAIE LAIP                          | マークIII版の移植 2019年1月31日配信・発売終了 |
| 5   | LOST JUDGMENT 裁かれざる記憶    | 2021年9月24日                              | PlayStation 4 PlayStation 5 Xbox One Xbox Series X/S         | セガ第一CS研究開発部 | セガ             | UHD BD-ROM                                      | PLJM-16878（PS4版） ELJM-30067（PS5版） | マークIII版の移植 ミニゲームとして収録        |
| 6   | 龍が如く7外伝 名を消した男      | 2023年11月9日                              | PlayStation 4 PlayStation 5 Xbox One Xbox Series X/S Windows | セガ第一CS研究開発部 | セガ             | BD-ROM ダウンロード                             | PS4 PLJM-17288 PS5 ELJM-30348           | マークIII版の移植 ミニゲームとして収録        |
| 7   | 龍が如く8外伝 Pirates in Hawaii | INT 2025年2月21日                          | PlayStation 4 PlayStation 5 Xbox One Xbox Series X/S Windows | セガ第一CS研究開発部 | セガ             | BD-ROM ダウンロード                             | -                                       | マークIII版の移植 ミニゲームとして収録        |

- セガ・マークIII版 (1987年5月19日) ※ セガ[注 2]発売。

『ハングオン』などと同じ後方からの俯瞰による疑似3D表示のアーケード版と異なり、画面構成がバードビューの斜めスクロールに変わっている。全10ステージ。
ゲームシステムも、ダメージ蓄積、残タイム制に変更。ギャップを乗り越えられず転倒、敵車に孕む事によりダメージが蓄積していく。敵車を抜き去る台数に応じてボーナスポイントが得られ、そのポイントで次のステージへのマシン自体のダメージ回復、パワーアップを図りながら進めていく。
操作系のギャップやジャンプ台越え等の解釈である「タイミングよくウィリーすればより高く、遠くへジャンプできる」という点はアーケード版と同様である。曲はメロディラインでのループポイントの短縮等の違いがあるものの、アーケード版YM2201版を参考にされており、タイトル面にネームエントリー曲のコード、ピッチを変更した曲が流れる。
2008年10月21日から2019年1月31日まで、Wiiで展開していたサービス・バーチャルコンソールで配信されていた。
なお、海外のみで販売していたハード向けとして、1987年にAtari ST版とコモドール64版が発売されている。どちらもアクティビジョン製作。色数を削減、キャラクター類を縮小しての3Dビュー移植で、BGMも特有のアレンジが入っている。

## 関連作
- スタジアムクロス(1992年7月 セガ[注 1]

当時、体感ゲーム中、対戦筐体のラインナップの拡充としてリリースされた対戦筐体専用タイトルである、システムマルチ32第1弾。
テクニックや速さを競うだけでなく、アタックボタンの追加により『ロードラッシュ』シリーズの要領で横へ並んだ対戦相手を攻撃することができる。
バイク型筐体はエンデューロレーサー筐体のバイク部を基にしたライディング・キャビネットを採用。
最大8人までの通信プレイが可能となっている。
- Motocross Championship（1995年、海外スーパー32X/SOA/SOE）

基本ゲームシステムがスタジアムクロスと同様。コースの拡充化と共に、オリジナルのシーズンレースモードがあり、125ccクラスからスタートし、数あるコースを転戦。レースで勝った賞金を稼ぎ、年間タイトルを取れれば上の排気量クラスへ昇格。最終目標であるスーパーバイククラスを目指す。パスワードコンティニュー制。

## サウンドトラック
2作共、オムニバス収録となっている。
- セガ・ゲーム・ミュージック VOL.2  G.M.O.　1987.2.25発売　2,800円

サイトロンより再リリースされている(ASIN: B00005HOFJ)。
- 『SEGA MOTORCYCLE MUSIC HISTORY』（セガSTORE専売）3,150円